# Pierre Hauck
Pierre Hauck (* 1976 in Aschaffenburg) ist ein deutscher Rechtswissenschaftler.

## Werdegang
Hauck studierte zunächst von 1997 bis 2001 Rechtswissenschaft an der Justus-Liebig-Universität Gießen, wo er sein erstes Juristisches Staatsexamen ablegte. In dieser Zeit war er als studentische Hilfskraft bei Walter Gropp tätig. Dieser war auch sein Doktorvater während der Anfertigung seiner Dissertation in den Jahren 2001 bis 2003; das zweite juristische Staatsexamen legte Hauck ebenfalls in diesem Zeitraum ab.
Hauck wechselte an die Universität Sussex, wo er von 2005 bis 2006 ein Postgraduiertenstudium des Völkerstrafrechts und der Strafrechtsvergleichung absolvierte. Nach seiner Rückkehr arbeitete er bis zum Jahr 2008 als wissenschaftlicher Mitarbeiter, noch im Jahr seiner Rückkehr promovierte er an der Uni Gießen und zum Dr. jur. Im Jahr 2007 wurde er durch die Universität Sussex zum „LL.M. International Criminal Law“ graduiert.
Die Ausarbeitung der Habilitationsschrift mit dem Thema „Heimliche Strafverfolgung und Schutz der Privatheit“ erfolgte in den Jahren 2007 bis 2011. In diesem Zeitraum war Hauck außerdem für diverse andere Fakultäten in diversen Positionen tätig.
Im Jahr 2010 erhielt Hauck ein DFG-Forschungsstipendium als Gastwissenschaftler an der University of Oxford (UK) bei Professor Andrew Ashworth. Für seine Habilitationsschrift erhielt er im Jahr 2011 den Dr.-Herbert-Stolzenberg-Preis der Universität Gießen.
Nachdem er im Wintersemester 2011 und Sommersemester 2012 die Lehrstühle für Strafrecht und Strafprozessrecht an der Universität Gießen und Strafrecht, Strafprozessrecht und Rechtsphilosophie an der Universität Trier vertretungsweise übernahm, erhielt er zum Wintersemester 2012/2013 den Ruf an den Lehrstuhl für Strafrecht, Strafprozessrecht und Rechtsphilosophie an der Universität Trier. 2014 verlieh ihm das Präsidium dieser Universität  den Preis für hervorragende Leistungen in der akademischen Lehre. Zum 1. Oktober 2018 übernahm Hauck in der Professur für Strafrecht und Strafprozessrecht an der Justus-Liebig-Universität Gießen den Lehrstuhl.
Hauck ist Mitglied im DFG-Netzwerk „Die Rolle der Strafrechtsvergleichung bei der Europäisierung der Strafrechtspflege“.

## Hauptwerke
- The EPPO/OLAF Compendium of National Procedures. Desktop Codes on the Procedural Law of the Member States with Annotations by National Experts, Berlin: Logos, 2024, ISBN 978-3-8325-5743-0. (zusammen mit Jan-Martin Schneider).
- Europarechtliche Vorgaben für das nationale Strafverfahren, in: Martin Böse (Hrsg.), Enzyklopädie Europarecht, Bd. 11 Europäisches Strafrecht, 2. Auflage, Baden-Baden: Nomos, 2021, S. 543–632.
- Kommentierung der §§ 100a-101b sowie der §§ 110a-111a StPO, in: Jörg-Peter Becker et al. (Hrsg.), Löwe-Rosenberg, Die Strafprozessordnung und das Gerichtsverfassungsgesetz, Großkommentar, Bd. 3, S. 169–599, Bd. 4, 28. Auflage 2025, Bd. III/1, S. 301–750 und 914–1054, 27. Auflage 2019, Bd. 3, S. 296–608 und 769–901, 26. Auflage 2014, Verlag de Gruyter: Berlin.
- International Law and Transnational Organised Crime, Oxford: University Press, 2016, ISBN 978-0-1987-3373-7.[3] (als Herausgeber zusammen mit Sven Peterke).
- Heimliche Strafverfolgung und Schutz der Privatheit: eine vergleichende und interdisziplinäre Analyse des deutschen und englischen Rechts unter Berücksichtigung der Strafverfolgung in der Europäischen Union und im Völkerstrafrecht, Zugleich: Gießen, Univ., Habil.-Schrift, 2011, Tübingen: Mohr Siebeck, 2014, ISBN 978-3-16-151919-2.
- Judicial decisions in the pre-trial phase of criminal proceedings in France, Germany, and England: a comparative analysis responding to the law of the International Criminal Court, Zugleich: Sussex, Univ., Diss. 2006, Baden-Baden: Nomos, 2008, ISBN 978-3-8329-3834-5.
- Drittzueignung und Beteiligung, Zugleich: Gießen, Univ., Diss., 2006, Baden-Baden: Nomos: 2007, ISBN 978-3-8329-2738-7.